# José Castro Aragón
José Castro Aragón (Còrdova, 20 de desembre de 1947) és un jutge andalús que ha desenvolupat bona part de la seva carrera judicial a Mallorca.

## Trajectòria
Abans de ser jutge va ser funcionari de presons. Va ingressar a la carrera judicial l'any 1976 i passa per diferents destins com Dos Hermanas (Província de Sevilla), Arrecife (Lanzarote) o Sabadell, fins que l'any 1985 arriba a Mallorca assignat a Magistratura de Treball -els actuals jutjats socials-. Va passar cinc anys resolent assumptes relacionats amb conflictes laborals, fins que en 1990 va recalar en el Jutjat d'Instrucció número 3 de Palma, encara que durant un temps va haver de compaginar totes dues obligacions. És el magistrat de Balears que més temps porta al capdavant d'un jutjat unipersonal.
En 1992 Castro es va estrenar en corrupció política amb el cas Calvià (un intent de suborn al regidor del PSOE José Miguel Campos per part del PP). Va ser el primer a investigar la corrupció del desaparegut partit Unió Mallorquina.
Va saltar a la fama per ser el jutge que va instruir la causa contra Jaume Matas, antic president del Govern de les Illes Balears.
No adscrit a cap associació judicial, rep elogis per la seva proximitat i "el seu afany d'esbrinar la veritat", i crítiques pel seu estil populista i la seva forma d'instruir. Amb fama d'infatigable entre policies i guàrdies civils, el jutge Castro assisteix a registres a deshores, tant en el vesper del niu de drogues de Son Banya o per buscar una caixa forta al palauet de Jaume Matas la Nit de Nadal.
Al desembre de 2017, Castro es va jubilar, després de 44 anys de judicatura, 32 d'ells a Palma.

## Reconeixements
L'any 2018 va rebre el premi Ramon Llull, per ser un referent en la lluita contra la corrupció.